# Aenocyon dirus
Aenocyon dirus (Synonym Canis dirus) (übersetzt „schrecklicher Hund“) ist eine vor etwa 13.000 Jahren ausgestorbene Art in der Familie der Hunde (Canidae). Er lebte im Pleistozän von Nord- und Südamerika. Er war nicht der Vorfahre des heutigen Wolfes (Canis lupus), wie häufig angenommen wird. Traditionell wurde die Art in die Gattung Canis (Wolfs- und Schakalartige) gestellt. Nach neueren Analysen besteht aber nur eine weitläufige Verwandtschaft innerhalb der Tribus der Echten Hunde (Canini), so dass die, bereits 1918 vorgeschlagene, Gattung Aenocyon erneut eingeführt wurde. Die Bezeichnung Aenocyon, aus dem Griechischen ebenfalls mit „schrecklicher Hund“ (αἰνός ainos für „schrecklich“ oder „fürchterlich“ und κύων kyōn für „Hund“) übersetzbar, hatte John C. Merriam bereits 1918 für Canis dirus als eigenständigen Gattungsnamen verwendet. Sein englischer Trivialname ist dire wolf (englisch dire ‚schrecklich, fürchterlich‘).
Im Deutschen findet sich seit Anfang der 2020er-Jahre „Schattenwolf“ als Trivialname in Analogie zur Bezeichnung ähnlich gestalteter Phantasiewesen im Genre Fantasy und in Computerspielen.

## Aussehen

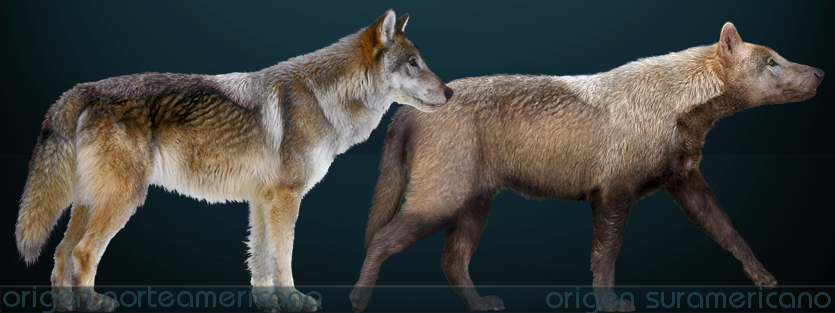
Zwei Möglichkeiten für das Erscheinungsbild von Aenocyon dirus

Aenocyon dirus glich im Körperbau einem Wolf, war allerdings etwas größer als dieser. Die durchschnittliche Kopf-Rumpf-Länge betrug etwa 1,5 m und das Gewicht lag bei zirka 50 kg. Es bestanden aber einzelne geographische Variationen. So erreichten Tiere aus dem westlichen Verbreitungsgebiet ein Körpergewicht von durchschnittlich 34 kg (ermittelt über die Länge des Oberschenkelknochens im Vergleich zum heutigen Wolf) beziehungsweise von 57 kg (ermittelt über den Umfang des Oberschenkelknochens). Errechnet über die gleiche Methode liegen die Durchschnittswerte für Tiere aus dem östlichen Verbreitungsgebiet bei 42 beziehungsweise 68 kg. Damit waren Individuen von Aenocyon dirus der östlichen Populationen im Durchschnitt 15 % größer als die der westlichen. Beide Gruppen finden sich eher im oberen Bereich der Werte für den heutigen Wolf. Dieser hat ein Gewicht von im Durchschnitt 40 kg mit Variationen von 12 bis 80 kg. Im Unterschied zum Wolf war Aenocyon dirus etwas gedrungener und besaß kürzere, kräftigere Gliedmaßen. Der Kopf war größer als bei einem entsprechend großen Wolf. Die Länge des Schädels maß etwa 26,7 bis 28,2 cm, bei großen nordamerikanischen Wölfen ist er etwa 25 cm lang. Durch die ausladenden, bis zu 17,5 cm voneinander abstehenden Jochbögen wirkte er auch sehr massiv. Vergleichend dazu ragen die Jochbögen bei großen nordamerikanischen Wölfen etwa 13,8 cm auseinander. Das Hirnvolumen war dagegen kleiner. Die Zähne waren kräftiger als die aller Arten der Gattung Canis. Der auffälligste Unterschied findet sich aber im Bau der Zähne. Aenocyon dirus besaß ein hypercarnivores Gebiss, etwas was innerhalb der Hunde (Canidae) eher selten auftritt und weitgehend nur vom Rothund (Cuon) oder vom Afrikanischen Wildhund (Lycaon) bekannt ist. Andere Hunde – wie etwa den heutigen Wolf – kennzeichnet ein mesocarnivores Gebiss. Hypercarnivore Gebisse sind im Vergleich zu mesocarnivoren einfacher gebaut und bewahren vor allem eine schneidende Funktion. Zusätzliche Eigenschaften wie das Brechen oder Durchlöchern von Materialien gehen häufig verloren. Bei Aenocyon dirus zeigt sich dies etwa durch die Reduktion des Metaconids und des Entoconids auf den unteren vorderen Mahlzähnen. Das Metaconid hat beispielsweise zusammen mit dem Parastyl, ein Nebenhöcker der Oberkiefermahlzähne, eine durchbohrende Eigenschaft.

## Taxonomie
Seit der Entdeckung der ersten Fossilien der Art im Jahr 1854 wurden die Art- und Gattungszugehörigkeit diverser fragmentarischer Funde lange Zeit diskutiert. Bei dem ersten bekannten Fund handelt es sich um einen nahezu vollständigen Oberkiefer vom Ufer des Ohio bei Evansville in Indiana, der zusammen mit Resten eines Riesenfaultiers und verschiedener Huftiere geborgen worden war. Diesen Oberkiefer benannte Joseph Leidy im Jahr 1854 mit Canis primaevus. Der Name war aber bereits durch Brian Houghton Hodgson im Jahr 1833 vergeben worden und daher präokkupiert (heute ein Synonym für den Rothund). Daher entschloss sich Leidy 1858 für eine Neubenennung des Fundes aus Indiana und wählte dafür Canis dirus. In den folgenden Jahrzehnten wurden mehrere weitere Namen eingeführt (Canis indianensis Leidy, 1869, Canis mississippiensis Allen, 1876, Dinocynops nehringi Ameghino, 1902, Canis ayersi Sellards, 1916 und Aenocyon dirus Merriam, 1918), die teils aufgrund der Spärlichkeit der ihnen zugrunde liegenden Fossilien lange Zeit nebeneinander akzeptiert waren. Erst nachdem John Campbell Merriam 1912 ein ausreichend vollständiges Skelett gefunden hatte, wurde die Zugehörigkeit der bekannten Fragmente zu einer einzigen Art erkannt. Entsprechend der gültigen Erstbeschreibung und gemäß den Regeln der Zoologischen Nomenklatur wurde der Name Canis dirus bald allgemein akzeptiert. Nach weiteren Untersuchungen stellte Merriam fest, dass die Unterschiede zu anderen Vertretern der Gattung Canis groß genug seien, um die Art in eine separate Gattung zu stellen und schlug 1918 den neuen Gattungsnamen Aenocyon vor, jedoch konnte sich diese Ansicht damals nicht durchsetzen. Erstmals 1992 gelang es, genetisches Material von Aenocyon dirus zu entnehmen, allerdings wurde es nicht weiter untersucht, da es lediglich zum Vergleich mit gleichzeitig extrahierten Proben von Smilodon diente. Erst 2021 untersuchten Wissenschaftler erneut die DNA aus Knochen der Art. Die Ergebnisse bestätigten Merriams Ansicht, dass sich die Art deutlich von der Gattung Canis unterscheidet und sich beide Entwicklungslinien bereits vor 5,7 Millionen Jahren getrennt hatten. Damit ist die Revalidierung der Gattung Aenocyon hinreichend begründet und Aenocyon dirus als gültige Namenskombination anzusehen.

## Lebensweise
Die relativ kurzen Beine lassen darauf schließen, dass Aenocyon dirus kein besonders guter Läufer war. In Verbindung mit seinen mächtigen Reißzähnen, die geeignet waren, selbst größere Knochen aufzubrechen, lässt dies auf Aasfressen schließen. Möglicherweise lebte er ähnlich wie eine Hyäne und besetzte deren ökologische Nische auf dem amerikanischen Kontinent. Diese These wird durch starke Abnutzungserscheinungen auf den Zähnen der Tiere unterstützt. Ähnliches ist von Hyänen bekannt und bildet sich unabhängig davon heraus, ob es sich bei ihrer Nahrung um selbst erjagte Beute oder gefundenes Aas handelt, da sie Kadaver praktisch immer vollständig verwerten. Andererseits zeigen manche Fossilien von Aenocyon dirus verheilte Traumata. Diese finden sich nach Untersuchungen an Material aus Rancho La Brea sowohl im Bereich des Gebisses als auch am Körperskelett, teilweise sind sie identisch mit jenen, die auch heutige Wölfe zuweilen bei Konfrontationen mit besonders großer und wehrhafter Beute wie Elchen oder Wapitis davontragen. Es ist daher wahrscheinlich, dass diese Tiere ganz ähnlich wie heutige Wölfe auch aktiv jagten. Anhand der Körpergröße von Aenocyon dirus lässt sich darauf schließen, dass dieser, unter Voraussetzung einer Rudel- oder Gruppenjagd, Beute in einer Gewichtsklasse von 100 bis 599 kg erlegte. Zahlreiche gemeinsame Funde von Resten von Aenocyon dirus und dem ausgestorbenen Nabelschwein Platygonus compressus in der Peccary Cave in den Ozark Mountains von Arkansas lassen allerdings annehmen, dass zumindest in dieser Region der Pekari-Vertreter als Hauptbeute fungierte. Dieser wog, einer Rekonstruktion entsprechend, 50 bis 75 kg. Isotopenanalysen ergaben zudem keine trophischen Überschneidungen mit der Säbelzahnkatze Smilodon, woraus geschlossen wird, dass keine direkte Konkurrenz bestand. Zurückgeführt wird dies unter anderem auf unterschiedliche Jagdmethoden mit einer Lauerjagd in Waldlandschaften bei der Säbelzahnkatze und einer Rudeljagd in offeneren Gebieten bei Aenocyon dirus.

## Funde und Verbreitung

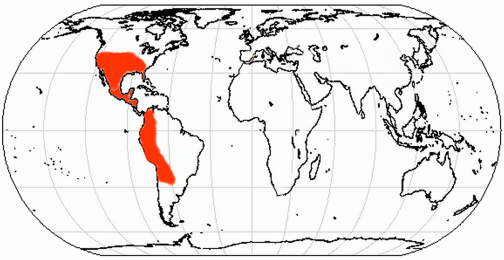
Verbreitungsgebiet von Aenocyon dirus

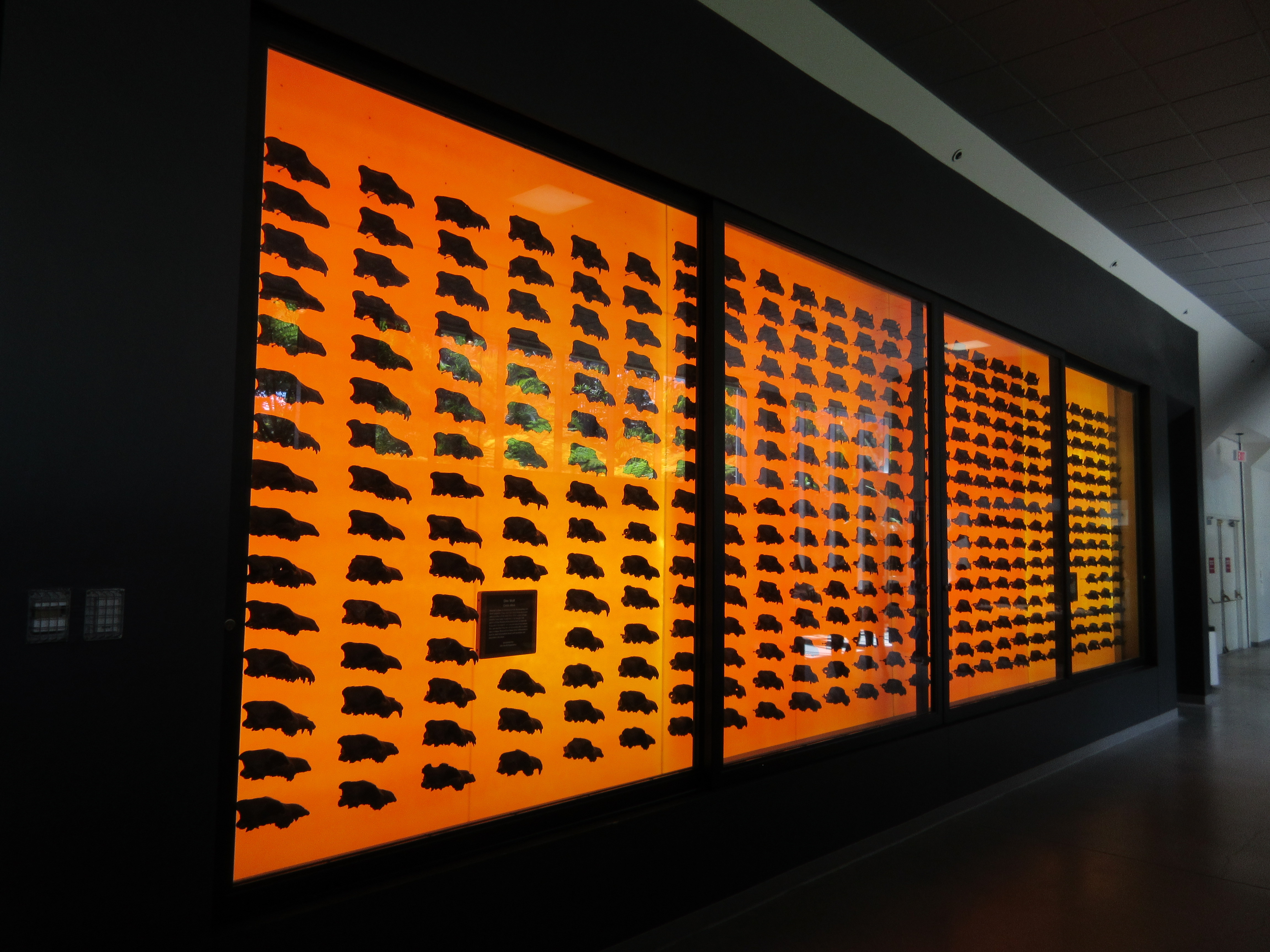
Umfangreiche Sammlung von Schädeln von Aenocyon dirus im La Brea Tar Pits Museum.

Aenocyon dirus entwickelte sich auf dem Amerikanischen Doppelkontinent. Herkömmlich wird meist eine Abstammung vom Armbruster-Wolf (Canis armbrusteri) angenommen, der erstmals im Übergang vom Unteren zum Mittleren Pleistozän vor etwa 800.000 Jahren auftrat und sich dort verbreitete. Canis armbrusteri starb später in Nordamerika aus. Nach einer mitunter vertretenen Meinung überlebte er aber in Südamerika, wo er nach dieser Annahme zum Vorfahren von Aenocyon dirus wurde. Dieser entstand dann in Südamerika und gelangte von dort aus nach Nordamerika, das er vor etwa 100.000 Jahren erreichte. Dem wird aber teilweise widersprochen, da die Funde von Aenocyon dirus in Südamerika auf das Obere Pleistozän beschränkt sind, ältere Reste hingegen mit Canis gezi und Canis nehringi in Verbindung stehen, wobei letztere Form teilweise als conspezifisch zu Aenocyon dirus gilt. Die frühesten Funde von Aenocyon dirus in Nordamerika datieren hingegen in das Mittlere Pleistozän. In der letzten Kaltzeit teilte er sich mit Canis lupus denselben Lebensraum. Doch in einem Zeitraum vor etwa 13.000 bis 11.000 Jahren ereilte den „Direwolf“ das gleiche Schicksal wie viele andere Tiere des Amerikanischen Kontinents. Er starb zusammen mit den Mammuten, Amerikanischen Mastodonten, Kurznasenbären, der Säbelzahnkatze Smilodon und den Riesenfaultieren aus, während der Wolf (Canis lupus) bis heute überlebt hat. Die jüngsten Radiocarbondaten wurden an Zähnen aus der Guy Wilson Cave in Tennessee gemessen und auf 12.965 bis 12.755 cal BP bestimmt. Aenocyon dirus kam im späten Pleistozän von Alberta (Kanada) bis Peru vor. Allein in den USA sind aus der Gesamtzeit der Fossilnachweise mehr als 160 Fundstellen bekannt, wobei die größten Konzentrationen im südlichen Kalifornien, im südlichen Florida und im Gebiet um die Ozark Mountains zu finden sind. Die hierbei bekanntesten Fundstellen liegen bei Rancho La Brea in Kalifornien. Hier wurden die Fossilien von 3600 Individuen ausgegraben, mehr als von jeder anderen dort gefundenen Tierart.
Im Jahr 2020 wurde ein Unterkieferfragment aus einer Sandgrube bei Harbin im nordöstlichen China beschrieben, das aufgrund seiner Zahnmerkmale, etwa dem großen vorderen Mahlzahn, mit Aenocyon dirus in Verbindung gebracht wird. Es wäre somit der erste Hinweis auf eine eurasische Verbreitung der Art. Der Fund datiert in das Jungpleistozän. Zu dieser Zeit waren in Eurasien auch Verwandte der Tüpfelhyäne verbreitet, die mit Crocuta crocuta ultima bezeichnet werden und möglicherweise die größten Nahrungskonkurrenten von Aenocyon dirus darstellten. Die Forscher nehmen daher an, dass aufgrund dieses Umstandes die Besiedlungsdichte von Aenocyon dirus in Eurasien eher gering war.
Nach Anfang 2021 veröffentlichten Untersuchungen trennten sich die Abstammungslinien von Aenocyon dirus und dem rezenten Wolf Canis lupus bereits vor 5,7 Millionen Jahren. Die Entwicklung verlief dann auf dem amerikanischen respektive dem eurasischen Doppelkontinent. Die Autoren schlugen vor, dass auch der Armbruster-Wolf „Canis“ armbrusteri ein Mitglied der eigenständigen Neuwelt-Canidenlinie ist, zu der nach ihren Ergebnissen „Canis“ dirus als Aenocyon dirus gehört, allerdings ohne einen alternativen Gattungsnamen für den Armbruster-Wolf vorzuschlagen.

## Kulturelle Rezeption

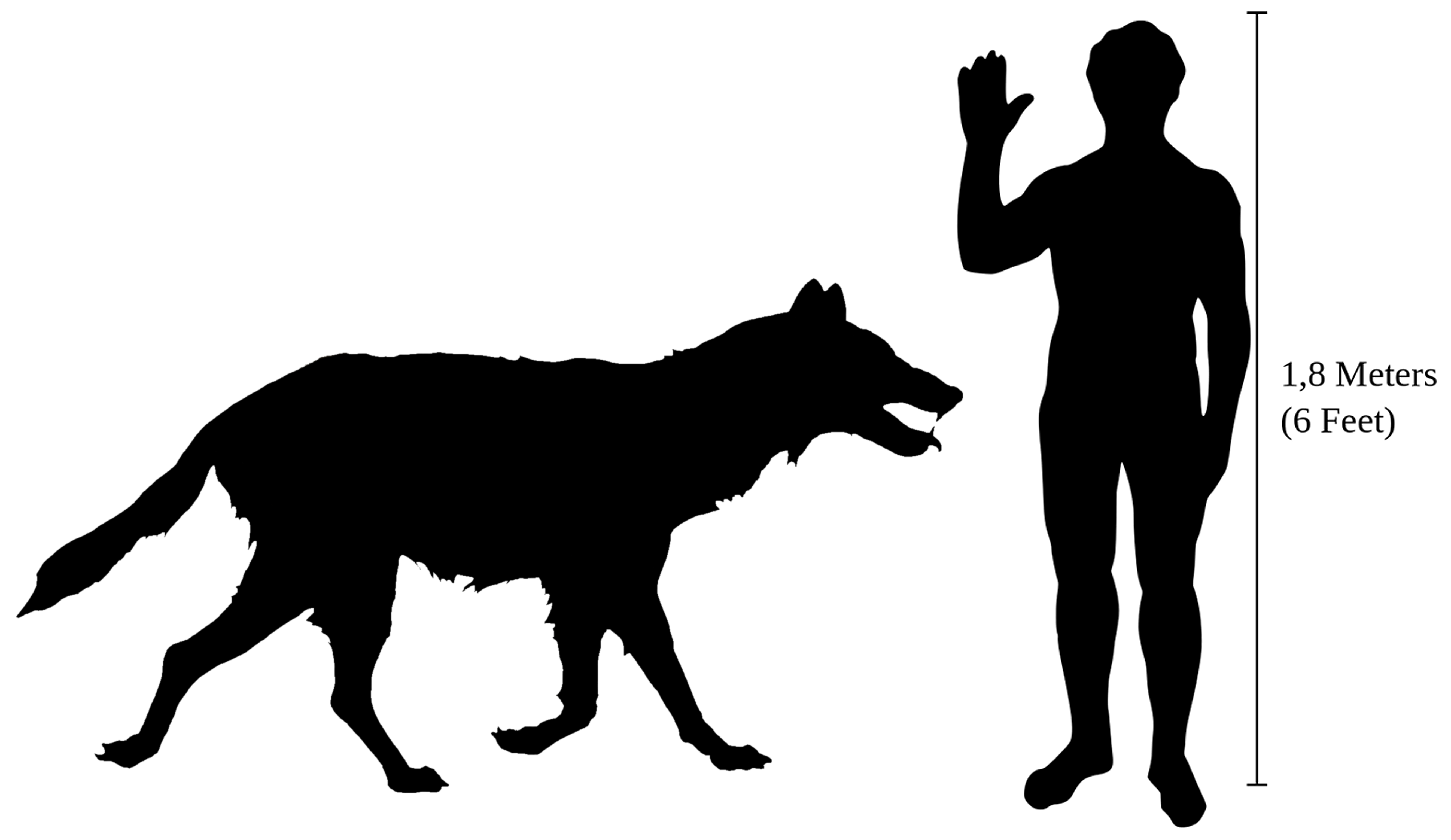
Aenocyon dirus im Größenvergleich zum Menschen

Aenocyon dirus wird in Büchern und Filmen des Fantasygenres gerne als besonders großer, urtümlicher und intelligenter Wolf aufgegriffen. Oft haben diese Kreaturen aber nur ihren Namen mit der ausgestorbenen Spezies gemein, da beispielsweise ihre Körper stark überzeichnet oder an die jeweilige Situation angepasst dargestellt bzw. beschrieben werden.
- In dem Romanzyklus Die Legende der Wächter und der davon abgeleiteten Reihe The Wolves of the Beyond spielt Canis dirus eine größere Rolle.
- Als Schreckenswolf ist er außerdem eine klassische Kreatur aus dem Pen-&-Paper-Spiel Dungeons & Dragons, die häufig als Wildtier oder Tiergefährte eine stärkere Alternative zum einfachen Wolf ist.
- Weiterhin existiert der Schattenwolf (im englischen Original Direwolf) als Lebewesen und Wappentier in der Fantasysaga Das Lied von Eis und Feuer sowie in der darauf basierenden Fernsehserie Game of Thrones.
- Im Computerspiel Ark: Survival Evolved tritt der Direwolf in Rudeln zwischen drei und fünf Tieren auf. Sein Lebensraum sind kalte Bergregionen oder ein Eisgebiet, die Fellfarbe ist grau bis weiß. Er ist im Spiel größer, als Skelettfunde belegen.

## Gentechnische „Wiederbelebung“
Das US-amerikanische Unternehmen Colossal Biosciences berichtete im April 2025, mittels CRISPR/Cas-Methode drei Individuen der ausgestorbenen Art „wiederbelebt“ zu haben, die zwischen Oktober 2024 und Januar 2025 geboren wurden. Dabei wurden im Genom heutiger Wölfe 14 Schlüsselgene mit 20 Mutationen modifiziert, um verschiedene physische und verhaltensbezogene Merkmale von Aenocyon dirus zu imitieren, darunter ein breiterer Schädel und eine kräftigere Muskulatur des Kiefers. Das genetische Material von Aenocyon dirus wurde einem 72.000 Jahre alten Ohrknochen und einem 13.000 Jahre alten Zahn entnommen. Die Behauptung einer „Wieberbelebung“ der ausgestorbenen Art wurde von unabhängigen Experten bestritten, da einerseits die von Aenocyon dirus überlieferte DNS zu fragmentiert ist, um für das Klonen verwendet zu werden, andererseits es sich lediglich um gentechnisch veränderte Wölfe handelt. Letzterer Umstand wurde im Mai 2025 durch die für Colossal Biosciences verantwortlichen Wissenschaftler bestätigt.